# McLaren M7A
McLaren M7A, in njegove izboljšane različice M7B, M7C in M7D, je McLarnov dirkalnik Formule 1, ki je bil v uporabi med sezonama 1968 in 1970, ko so z njim dirkali Bruce McLaren, Denny Hulme in Dan Gurney. Dirkalnik je dosegel štiri prvenstvene in dve neprvenstveni zmagi. V sezoni 1968 je Bruce McLaren zmagal na Veliki nagradi Belgije, Denny Hulme pa na Velikih nagradah Italije in Kanade, ob tem pa še na dveh neprvenstvenih dirkah, Bruce McLaren na Race of Champions 1968, Hulme pa na dirki BRDC International Trophy 1968. V sezoni 1969 je edino zmago moštvu prinesel Hulme z zmago na Veliki nagradi Mehike, v sezoni 1970 pa je bil dirkalnik že nekoliko zastarel, zato ni več dosegel zmage.